# 류블리노역
류블리노역(러시아어: Люблино)은 모스크바 지하철 류블린스코 드미트롭스카야 선의 역이다.

## 역사
류블리노 역은 1996년 12월 25일에 개장하였다.

## 구조
1면 2선의 섬식 승강장 구조로, 지하 역사이다.

## 디자인
류블리노 역은 E-도시 건축을 주제로 벽에는 대리석, 바닥, 그리고 다양한 색깔이 주제에 맞게 장식되어 있다.

## 지리
역 인근에는 크라스노다르, 벨레센스카, 노보로시스카 거리로 나갈 수 있는 북쪽 대합실이 위치하고 인근 모스크바 쇼핑 센터로 이동 가능하다.

## 이용객
2002년의 류블리노 역의 승객은 408,000명이었다. 이 역은 현재도 류블린스코 드미트롭스카야 선에서 류블리노 지역 주민들이 이 역을 주로 이용하여 가장 붐비는 역 중 하나이다.